# Gran Premio di superbike di Valencia 2010
Il Gran Premio di Superbike di Valencia 2010 è stata la terza prova su tredici del campionato mondiale Superbike 2010, è stato disputato il 11 aprile sul circuito di Valencia e in gara 1 ha visto la vittoria di Leon Haslam davanti a Max Biaggi e James Toseland, la gara 2 è stata vinta da Noriyuki Haga che ha preceduto Carlos Checa e Max Biaggi.
La vittoria nella gara valevole per il campionato mondiale Supersport 2010 è stata ottenuta da Joan Lascorz.

## Risultati

### Gara 1

#### Arrivati al traguardo[4]
| Pos. | Nº  | Pilota           | Squadra                  | Motocicletta         | Giri | Tempo     | Griglia | Punti |
| ---- | --- | ---------------- | ------------------------ | -------------------- | ---- | --------- | ------- | ----- |
| 1º   | 91  | Leon Haslam      | Suzuki Alstare           | Suzuki GSX-R1000     | 23   | 36:47.723 | 4º      | 25    |
| 2º   | 3   | Max Biaggi       | Aprilia Alitalia Racing  | Aprilia RSV4 1000 F. | 23   | +0:01.757 | 3º      | 20    |
| 3º   | 52  | James Toseland   | Yamaha Sterilgarda       | Yamaha YZF R1        | 23   | +0:03.621 | 9º      | 16    |
| 4º   | 11  | Troy Corser      | BMW Motorrad Motorsport  | BMW S1000 RR         | 23   | +0:04.209 | 5º      | 13    |
| 5º   | 41  | Noriyuki Haga    | Ducati Xerox             | Ducati 1098R         | 23   | +0:04.378 | 11º     | 11    |
| 6º   | 65  | Jonathan Rea     | HANNspree Ten Kate Honda | Honda CBR1000RR      | 23   | +0:09.834 | 7º      | 10    |
| 7º   | 35  | Cal Crutchlow    | Yamaha Sterilgarda       | Yamaha YZF R1        | 23   | +0:10.466 | 1º      | 9     |
| 8º   | 57  | Lorenzo Lanzi    | DFX Corse                | Ducati 1098R         | 23   | +0:16.080 | 8º      | 8     |
| 9º   | 50  | Sylvain Guintoli | Suzuki Alstare           | Suzuki GSX-R1000     | 23   | +0:18.382 | 6º      | 7     |
| 10º  | 96  | Jakub Smrž       | PATA B&G Racing          | Ducati 1098R         | 23   | +0:18.589 | 14º     | 6     |
| 11º  | 66  | Tom Sykes        | Kawasaki Racing          | Kawasaki ZX 10R      | 23   | +0:22.903 | 18º     | 5     |
| 12º  | 111 | Rubén Xaus       | BMW Motorrad Motorsport  | BMW S1000 RR         | 23   | +0:25.203 | 17º     | 4     |
| 13º  | 76  | Max Neukirchner  | HANNspree Ten Kate Honda | Honda CBR1000RR      | 23   | +0:25.676 | 16º     | 3     |
| 14º  | 99  | Luca Scassa      | Supersonic Racing        | Ducati 1098R         | 23   | +0:26.606 | 15º     | 2     |
| 15º  | 88  | Andrew Pitt      | Reitwagen BMW            | BMW S1000 RR         | 23   | +0:43.797 | 19º     | 1     |
| 16º  | 95  | Roger Lee Hayden | Team Pedercini           | Kawasaki ZX 10R      | 23   | +0:48.094 | 22º     |       |
| 17º  | 15  | Matteo Baiocco   | Team Pedercini           | Kawasaki ZX 10R      | 23   | +0:48.190 | 21º     |       |
| 18º  | 17  | Simon Andrews    | Kawasaki Racing          | Kawasaki ZX 10R      | 23   | +0:52.863 | 23º     |       |

#### Ritirati
| Nº  | Pilota            | Squadra                   | Motocicletta         | Giri | Griglia |
| --- | ----------------- | ------------------------- | -------------------- | ---- | ------- |
| 31  | Vittorio Iannuzzo | S.C.I. Honda Garvie Image | Honda CBR1000RR      | 12   | 24º     |
| 2   | Leon Camier       | Aprilia Alitalia Racing   | Aprilia RSV4 1000 F. | 7    | 13º     |
| 84  | Michel Fabrizio   | Ducati Xerox              | Ducati 1098R         | 5    | 10º     |
| 67  | Shane Byrne       | Althea Racing             | Ducati 1098R         | 5    | 12º     |
| 7   | Carlos Checa      | Althea Racing             | Ducati 1098R         | 2    | 2º      |
| 123 | Roland Resch      | Reitwagen BMW             | BMW S1000 RR         | 2    | 25º     |

### Gara 2

#### Arrivati al traguardo[5]
| Pos. | Nº  | Pilota           | Squadra                  | Motocicletta         | Giri | Tempo     | Griglia | Punti |
| ---- | --- | ---------------- | ------------------------ | -------------------- | ---- | --------- | ------- | ----- |
| 1º   | 41  | Noriyuki Haga    | Ducati Xerox             | Ducati 1098R         | 23   | 36:51.500 | 11º     | 25    |
| 2º   | 7   | Carlos Checa     | Althea Racing            | Ducati 1098R         | 23   | +0:00.025 | 2º      | 20    |
| 3º   | 3   | Max Biaggi       | Aprilia Alitalia Racing  | Aprilia RSV4 1000 F. | 23   | +0:00.299 | 3º      | 16    |
| 4º   | 91  | Leon Haslam      | Suzuki Alstare           | Suzuki GSX-R1000     | 23   | +0:10.100 | 4º      | 13    |
| 5º   | 65  | Jonathan Rea     | HANNspree Ten Kate Honda | Honda CBR1000RR      | 23   | +0:12.811 | 7º      | 11    |
| 6º   | 50  | Sylvain Guintoli | Suzuki Alstare           | Suzuki GSX-R1000     | 23   | +0:13.459 | 6º      | 10    |
| 7º   | 52  | James Toseland   | Yamaha Sterilgarda       | Yamaha YZF R1        | 23   | +0:14.845 | 9º      | 9     |
| 8º   | 67  | Shane Byrne      | Althea Racing            | Ducati 1098R         | 23   | +0:14.861 | 12º     | 8     |
| 9º   | 35  | Cal Crutchlow    | Yamaha Sterilgarda       | Yamaha YZF R1        | 23   | +0:15.202 | 1º      | 7     |
| 10º  | 96  | Jakub Smrž       | PATA B&G Racing          | Ducati 1098R         | 23   | +0:18.071 | 14º     | 6     |
| 11º  | 111 | Rubén Xaus       | BMW Motorrad Motorsport  | BMW S1000 RR         | 23   | +0:25.179 | 17º     | 5     |
| 12º  | 11  | Troy Corser      | BMW Motorrad Motorsport  | BMW S1000 RR         | 23   | +0:26.116 | 5º      | 4     |
| 13º  | 57  | Lorenzo Lanzi    | DFX Corse                | Ducati 1098R         | 23   | +0:30.189 | 8º      | 3     |
| 14º  | 99  | Luca Scassa      | Supersonic Racing        | Ducati 1098R         | 23   | +0:30.387 | 15º     | 2     |
| 15º  | 66  | Tom Sykes        | Kawasaki Racing          | Kawasaki ZX 10R      | 23   | +0:35.741 | 18º     | 1     |
| 16º  | 88  | Andrew Pitt      | Reitwagen BMW            | BMW S1000 RR         | 23   | +0:43.244 | 19º     |       |
| 17º  | 76  | Max Neukirchner  | HANNspree Ten Kate Honda | Honda CBR1000RR      | 23   | +0:43.540 | 16º     |       |
| 18º  | 123 | Roland Resch     | Reitwagen BMW            | BMW S1000 RR         | 23   | +0:47.145 | 25º     |       |
| 19º  | 95  | Roger Lee Hayden | Team Pedercini           | Kawasaki ZX 10R      | 23   | +0:48.502 | 22º     |       |
| 20º  | 15  | Matteo Baiocco   | Team Pedercini           | Kawasaki ZX 10R      | 23   | +0:51.838 | 21º     |       |

#### Ritirati
| Nº | Pilota            | Squadra                   | Motocicletta         | Giri | Griglia |
| -- | ----------------- | ------------------------- | -------------------- | ---- | ------- |
| 84 | Michel Fabrizio   | Ducati Xerox              | Ducati 1098R         | 15   | 10º     |
| 2  | Leon Camier       | Aprilia Alitalia Racing   | Aprilia RSV4 1000 F. | 12   | 13º     |
| 17 | Simon Andrews     | Kawasaki Racing           | Kawasaki ZX 10R      | 3    | 23º     |
| 31 | Vittorio Iannuzzo | S.C.I. Honda Garvie Image | Honda CBR1000RR      | 3    | 24º     |

### Supersport

#### Arrivati al traguardo[3]
| Pos. | Nº  | Pilota           | Squadra                  | Motocicletta        | Giri | Tempo     | Griglia | Punti |
| ---- | --- | ---------------- | ------------------------ | ------------------- | ---- | --------- | ------- | ----- |
| 1º   | 26  | Joan Lascorz     | Kawasaki Motocard.com    | Kawasaki ZX-6R      | 23   | 37:32.610 | 2º      | 25    |
| 2º   | 54  | Kenan Sofuoğlu   | HANNspree Ten Kate Honda | Honda CBR600RR      | 23   | + 3.193   | 3º      | 20    |
| 3º   | 7   | Chaz Davies      | ParkinGO Triumph BE1     | Triumph Daytona 675 | 23   | + 5.417   | 6º      | 16    |
| 4º   | 25  | David Salom      | ParkinGO BE1 Triumph     | Triumph Daytona 675 | 23   | + 8.317   | 5º      | 13    |
| 5º   | 50  | Eugene Laverty   | Parkalgar Honda          | Honda CBR600RR      | 23   | + 10.757  | 1º      | 11    |
| 6º   | 4   | Gino Rea         | Intermoto Czech          | Honda CBR600RR      | 23   | + 38.866  | 12º     | 10    |
| 7º   | 14  | Matthieu Lagrive | ParkinGO Triumph BE1     | Triumph Daytona 675 | 23   | + 38.926  | 13º     | 9     |
| 8º   | 5   | Alexander Lundh  | Cresto Guide Racing      | Honda CBR600RR      | 23   | + 50.902  | 15º     | 8     |
| 9º   | 127 | Robbin Harms     | Harms Benjan Racing      | Honda CBR600RR      | 23   | + 56.653  | 10º     | 7     |
| 10º  | 99  | Fabien Foret     | Lorenzini by Leoni       | Kawasaki ZX-6R      | 23   | +1:01.495 | 7º      | 6     |
| 11º  | 51  | Michele Pirro    | HANNspree Ten Kate Honda | Honda CBR600RR      | 23   | +1:06.573 | 8º      | 5     |
| 12º  | 117 | Miguel Praia     | Parkalgar Honda          | Honda CBR600RR      | 23   | +1:18.142 | 14º     | 4     |

#### Ritirati
| Nº | Pilota            | Squadra                     | Motocicletta        | Giri | Griglia |
| -- | ----------------- | --------------------------- | ------------------- | ---- | ------- |
| 33 | Paola Cazzola     | Kuja Racing                 | Honda CBR600RR      | 10   | 19º     |
| 40 | Jason Di Salvo    | ParkinGO BE1 Triumph        | Triumph Daytona 675 | 5    | 9º      |
| 37 | Katsuaki Fujiwara | Kawasaki Motocard.com       | Kawasaki ZX-6R      | 2    | 4º      |
| 8  | Bastien Chesaux   | Harms Benjan Racing         | Honda CBR600RR      | 2    | 17º     |
| 55 | Massimo Roccoli   | Intermoto Czech             | Honda CBR600RR      | 1    | 11º     |
| 9  | Danilo Dell'Omo   | Kuja Racing                 | Honda CBR600RR      | 1    | 18º     |
| 85 | Alessio Palumbo   | Puccetti R. Kawasaki Italia | Kawasaki ZX-6R      | 0    | 16º     |